# Joseph Cootmans
Ne pas confondre avec Joseph Coomans, un peintre belge du XIXe siècle.
Joseph Cootmans, né le 21 septembre 1904 et mort le 30 septembre 1980, est un footballeur international belge actif durant l'entre-deux-guerres. Il joue durant toute sa carrière au poste de milieu de terrain pour le club de Berchem Sport.

## Carrière en club
Joseph Cootmans débute en 1920, à l'âge de seize ans, dans l'équipe première de Berchem Sport, qui évolue en Division 1, le second niveau national à l'époque. Deux ans plus tard, le club termine vice-champion et rejoint pour la première fois la Division d'Honneur. Le joueur devient au fil des saisons une valeur sûre dans le milieu de terrain anversois et est convoqué en équipe nationale belge pour disputer une rencontre amicale en 1926.
Après quelques bonnes saisons conclues en milieu de classement, le club termine dernier en 1933 et est renvoyé au niveau inférieur. Joseph Cootmans reste fidèle à ses couleurs et mène l'équipe au titre dans sa série de Division 1, lui permettant ainsi de remonter directement au plus haut niveau national. Il joue encore un an puis décide de prendre sa retraite sportive.

## Statistiques
| Saison                | Club                  | Championnat           | Championnat | Championnat | Coupe(s) nationale(s) | Coupe(s) nationale(s) | Total | Total |
| Saison                | Club                  | Division              | M.          | B.          | M.                    | B.                    | M.    | B.    |
| 1920-1921             | Berchem Sport         | Division 2            | -           | -           | 0                     | 0                     | 0     | 0     |
| 1921-1922             | Berchem Sport         | Division 2            | -           | -           | 0                     | 0                     | 0     | 0     |
| 1922-1923             | Berchem Sport         | Division 1            | -           | -           | 0                     | 0                     | 0     | 0     |
| 1923-1924             | Berchem Sport         | Division 1            | -           | -           | 0                     | 0                     | 0     | 0     |
| 1924-1925             | Berchem Sport         | Division 1            | -           | -           | 0                     | 0                     | 0     | 0     |
| 1925-1926             | Berchem Sport         | Division 1            | -           | -           | 0                     | 0                     | 0     | 0     |
| 1926-1927             | Berchem Sport         | Division 1            | -           | -           | -                     | -                     | 0     | 0     |
| 1927-1928             | Berchem Sport         | Division 1            | -           | -           | 0                     | 0                     | 0     | 0     |
| 1928-1929             | Berchem Sport         | Division 1            | -           | -           | 0                     | 0                     | 0     | 0     |
| 1929-1930             | Berchem Sport         | Division 1            | -           | -           | 0                     | 0                     | 0     | 0     |
| 1930-1931             | Berchem Sport         | Division 1            | -           | -           | 0                     | 0                     | 0     | 0     |
| 1931-1932             | Berchem Sport         | Division 1            | -           | -           | 0                     | 0                     | 0     | 0     |
| 1932-1933             | Berchem Sport         | Division 1            | -           | -           | 0                     | 0                     | 0     | 0     |
| 1933-1934             | Berchem Sport         | Division 2            | -           | -           | 0                     | 0                     | 0     | 0     |
| 1934-1935             | Berchem Sport         | Division 1            | -           | -           | -                     | -                     | 0     | 0     |
| Total sur la carrière | Total sur la carrière | Total sur la carrière | 1           | -           | -                     | -                     | 1     | 0     |

## Carrière internationale
Joseph Cootmans compte une convocation et un match joué en équipe nationale belge. Celui-ci a lieu le 14 février 1926 contre la Hongrie et se solde par une défaite 0-2.
Le tableau ci-dessous reprend toutes les sélections de Joseph Cootmans. Le score de la Belgique est toujours indiqué en gras.
| Date       | Compétition  | Adversaire | Lieu      | Score | Remarque |
| ---------- | ------------ | ---------- | --------- | ----- | -------- |
| 14/02/1926 | Match amical | Hongrie    | Bruxelles | 0-2   |          |